# Bassus zaykovi
Bassus zaykovi är en stekelart som först beskrevs av Nixon 1986.  Bassus zaykovi ingår i släktet Bassus och familjen bracksteklar. Inga underarter finns listade.